# Asadipus barant
Espèce
Asadipus barant est une espèce d'araignées aranéomorphes de la famille des Lamponidae.

## Distribution
Cette espèce est endémique d'Australie-Occidentale. Elle se rencontre dans la réserve naturelle des monts Barlee.

## Description
La femelle holotype mesure 4,8 mm.

## Publication originale
- Platnick, 2000 : A relimitation and revision of the Australasian ground spider family Lamponidae (Araneae: Gnaphosoidea). Bulletin of the American Museum of Natural History, no 245, p. 1-330 (texte intégral).